# Sveriges fotbollslandslag i VM 2006

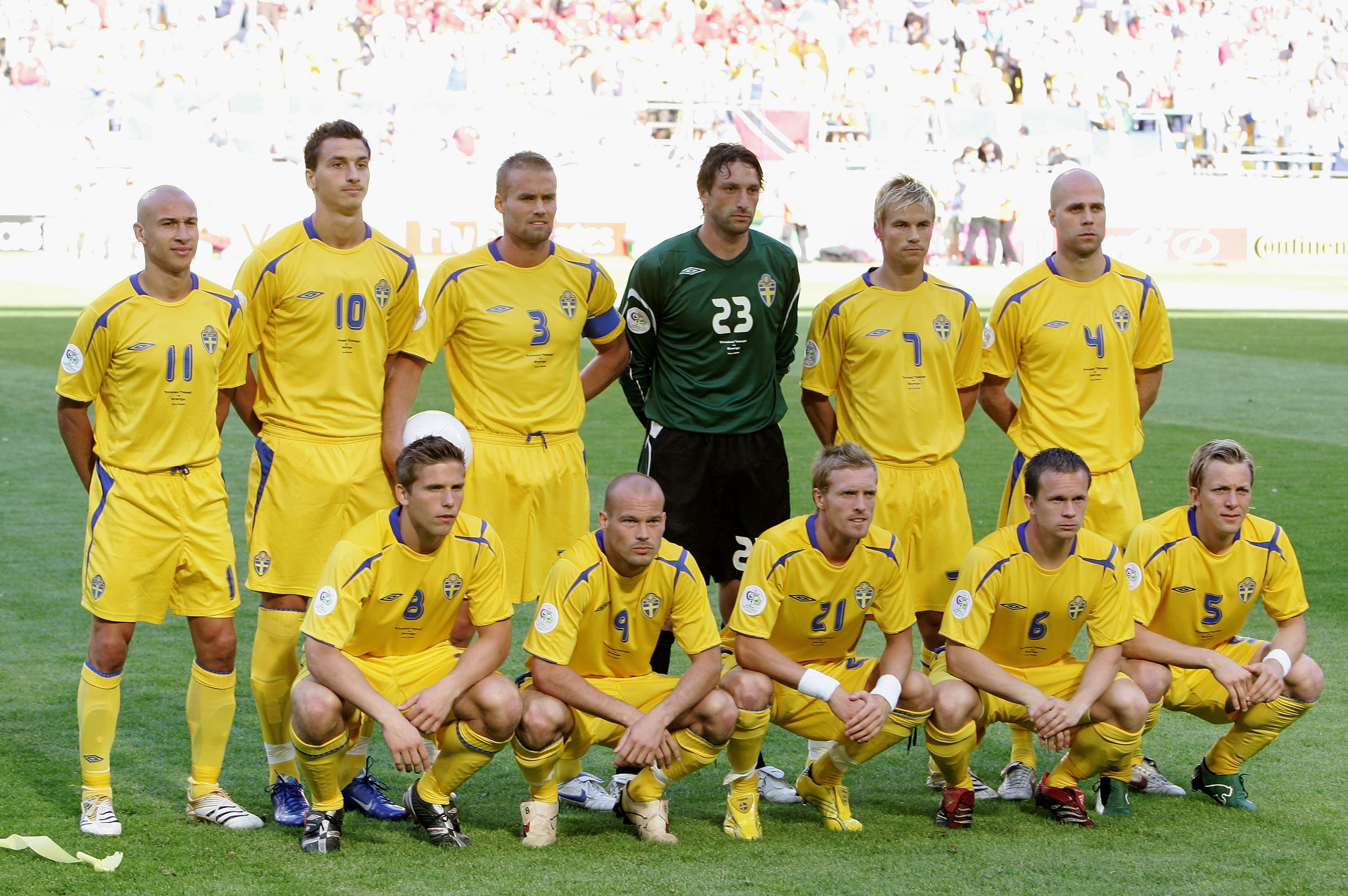
Herrlandslaget vid VM 2006.

Sveriges fotbollslandslag i VM 2006. Den preliminära truppen presenterades den 9 maj 2006.
Den svenska truppen till VM i fotboll 2006 bestod enligt nedan.

## Förbundskaptener
- Lars Lagerbäck och Roland Andersson

## Spelare
| Namn                      | Position    | Klubblag           | Noteringar |
| 1. Andreas Isaksson       | Målvakt     | Stade Rennais FC   |            |
| 2. Mikael Nilsson         | Försvarare  | Panathinaikos FC   |            |
| 3. Olof Mellberg          | Försvarare  | Aston Villa FC     |            |
| 4. Teddy Lučić            | Försvarare  | BK Häcken          |            |
| 5. Erik Edman             | Försvarare  | Stade Rennais FC   |            |
| 6. Tobias Linderoth       | Mittfältare | FC Köpenhamn       |            |
| 7. Niclas Alexandersson   | Mittfältare | IFK Göteborg       |            |
| 8. Anders Svensson        | Mittfältare | IF Elfsborg        |            |
| 9. Fredrik Ljungberg      | Mittfältare | Arsenal FC         |            |
| 10. Zlatan Ibrahimović    | Anfallare   | Juventus FC        |            |
| 11. Henrik Larsson        | Anfallare   | FC Barcelona       |            |
| 12. John Alvbåge          | Målvakt     | Viborg FF          |            |
| 13. Petter Hansson        | Försvarare  | SC Heerenveen      |            |
| 14. Fredrik Stenman       | Försvarare  | Bayer Leverkusen   |            |
| 15. Karl Svensson         | Försvarare  | IFK Göteborg       |            |
| 16. Kim Källström         | Mittfältare | Olympique Lyonnais |            |
| 17. Johan Elmander        | Anfallare   | Brøndby IF         |            |
| 18. Mattias Jonson        | Anfallare   | Djurgårdens IF     |            |
| 19. Daniel Andersson      | Mittfältare | Malmö FF           |            |
| 20. Marcus Allbäck        | Anfallare   | FC Köpenhamn       |            |
| 21. Christian Wilhelmsson | Mittfältare | RSC Anderlecht     |            |
| 22. Markus Rosenberg      | Anfallare   | AFC Ajax           |            |
| 23. Rami Shaaban          | Målvakt     | Fredrikstad FK     |            |